# Nepeta sorgerae
Nepeta sorgerae là một loài thực vật có hoa trong họ Hoa môi. Loài này được Hedge & Lamond mô tả khoa học đầu tiên năm 1980.